# 沙博尼耶尔莱班
沙博尼耶尔莱班（法語：Charbonnières-les-Bains，法語發音：[ʃaʁbɔnjɛʁ le bɛ̃]）是法国里昂大都会的一个市镇，属于里昂区。

## 地理
沙博尼耶尔莱班（45°46'50"N, 4°44'47"E）面积4.13 平方千米，位于法国奥弗涅-罗讷-阿尔卑斯大区里昂大都会，后者为法国的一个特殊地位集体，自2015年脱离罗讷省成立，位于法国中东部，中心城市为里昂。
与沙博尼耶尔莱班接壤的市镇（或旧市镇、城区）包括：达尔迪伊、塔桑拉德米吕讷、埃屈利、马西莱图瓦勒。
沙博尼耶尔莱班的时区为UTC+01:00、UTC+02:00（夏令时）。

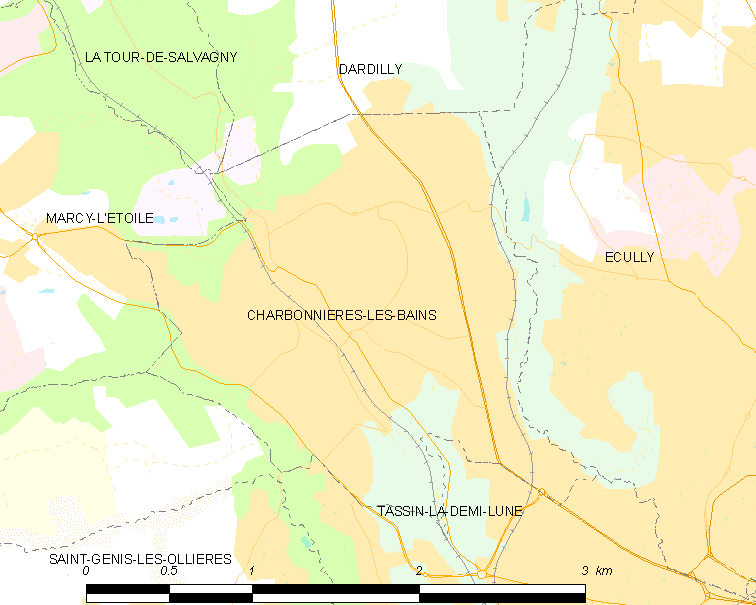
沙博尼耶尔莱班的OSM定位图

## 行政
沙博尼耶尔莱班的邮政编码为69260，INSEE市镇编码为69044。

## 政治
沙博尼耶尔莱班的现任市长为热拉尔德·埃马尔（Gérald Eymard）先生，任期为2020-2026年。

## 人口

1962-2008年间沙博尼耶尔莱班人口变化图示

沙博尼耶尔莱班于2022年1月1日时的人口数量为5272人。